# Гулва (аеропорт)
35°29′54″ пн. ш. 138°45′06″ зх. д. / 35.49833° пн. ш. 138.75167° зх. д.
Аеропо́рт «Гулва» (англ. Goolwa Airport) — аеропорт невеличкого міста Гулва в Південній Австралії.
В аеропорті проводиться найбільше невійськове авіашоу в Південній Австралії Гулва Класік.